# Öffentliche Stelle
Eine öffentliche Stelle bezeichnet im deutschen Recht sowohl Behörden als auch die Organe der Rechtspflege (z. B. Gerichte) und andere öffentlich-rechtlich organisierte Einrichtungen des Bundes oder eines Landes (z. B. militärische Dienststellen), der bundes- oder landesunmittelbaren Körperschaften, der Anstalten und Stiftungen des öffentlichen Rechts sowie deren Vereinigungen ungeachtet ihrer Rechtsform.
Eine Legaldefinition des Begriffs der öffentlichen Stelle findet sich in § 6 Abgabenordnung (AO).
Eine Behörde ist eine öffentliche Stelle, die Aufgaben der öffentlichen Verwaltung wahrnimmt § 6 Abs. 1 AO.
Im Gegensatz zur öffentlichen Einrichtung im Sinne des deutschen Kommunalrechts muss die öffentliche Stelle der Bevölkerung nicht im Allgemeinen, z. B. für Zwecke der Daseinsvorsorge, zugänglich sein.